# Zygmunt Krasiński
Contele Napoleon Stanisław Adam Ludwik Zygmunt Krasiński (n. 19 februarie 1812, Paris, Primul Imperiu Francez – d. 23 februarie 1859, Paris, Franța) a fost un poet romantic polonez, care face parte din grupul numit de contemporani „cei Trei Barzi” ai literaturii poloneze.
A scris o lirică romantică, mesianică, inspirată de filozofia lui Henri de Saint-Simon și Pierre-Simon Ballanche sau una străbătută de idealul eliberării patriei sale.
A mai scris și romane istorice în stilul romantismului francez și a lui Walter Scott, proză poetică și a purtat o vastă corespondență în limbile poloneză și franceză.

## Scrieri
- 1831: Agay Han
- 1835: Comedia nedivină ("Nie-Boska komedia")
- 1836: Irydion
- 1837: Cartea rugăciunilor ("Modlitewnik")
- 1839/1840: Trei gânduri ale lui Henryk Ligenzie ("Trzy myśli pozostale po ś. p. Henryk Ligenzie")
- 1843: Zorile ("Przedświt")
- 1845: Psalmii viitorului ("Psalmy przyszłości").